# Кубок Ісландії з футболу 2006
Кубок Ісландії з футболу 2006 — 47-й розіграш кубкового футбольного турніру в Ісландії. Переможцем вчетверте став Кеплавік.

## Календар
| Раунд           | Дата                      | Матчі | Клуби   |
| --------------- | ------------------------- | ----- | ------- |
| Перший раунд    | 11-13 травня 2006         | 17    | 66 → 49 |
| Другий раунд    | 18-20 травня 2006         | 15    | 49 → 34 |
| Третій раунд    | 30 травня - 1 червня 2006 | 12    | 34 → 22 |
| Четвертий раунд | 14-16 червня 2006         | 6     | 22 → 16 |
| 1/8 фіналу      | 2-6 липня 2006            | 8     | 16 → 8  |
| 1/4 фіналу      | 23-24 липня 2006          | 4     | 8 → 4   |
| 1/2 фіналу      | 28-29 серпня 2006         | 2     | 4 → 2   |
| Фінал           | 30 вересня 2006           | 1     | 2 → 1   |

## 1/8 фіналу
| Команда 1               | Рахунок | Команда 2            |
| ----------------------- | ------- | -------------------- |
| 2 липня 2006            |         |                      |
| Фрам (2)                | 2:3 дч  | Акранес              |
| Ф'ярдабіггд (3)         | 0:2     | Валюр                |
| Гапнарф'ярдар           | 1:2     | Вікінгур (Рейк'явік) |
| Нярдвік (3)             | 0:1     | КР                   |
| Акурейрі (2)            | 3:2     | Брєйдаблік           |
| 3 липня 2006            |         |                      |
| Троттур (2)             | 2:1     | Гріндавік            |
| Фількір                 | 1:2     | Вестманнаейя         |
| 6 липня 2006            |         |                      |
| Лейкнір (Рейк'явік) (2) | 0:3     | Кеплавік             |

## 1/4 фіналу
| Команда 1     | Рахунок      | Команда 2            |
| ------------- | ------------ | -------------------- |
| 23 липня 2006 |              |                      |
| Акранес       | 3:4          | Кеплавік             |
| Валюр         | 1:2          | Вікінгур (Рейк'явік) |
| Акурейрі (2)  | 1:5          | Троттур (2)          |
| 24 липня 2006 |              |                      |
| КР            | 1:1 пен. 4:2 | Вестманнаейя         |

## 1/2 фіналу
| Команда 1            | Рахунок | Команда 2 |
| -------------------- | ------- | --------- |
| 28 серпня 2006       |         |           |
| Вікінгур (Рейк'явік) | 0:4     | Кеплавік  |
| 29 серпня 2006       |         |           |
| Троттур (2)          | 0:1 дч  | КР        |

## Фінал
| 30 вересня 2006 |

| Кеплавік                       | 2:0      | КР |
| ------------------------------ | -------- | -- |
| Антоніуссон 21' Сігурдссон 30' | Протокол |    |

| Лаугардалсволлур, Рейк'явік Глядачів: 4 699 Арбітр: Йоганнес Валгейрссон |